# História Fora do Normal
Unnatural History (no Brasil, História Fora do Normal) é uma série televisiva produzida pela Warner Horizon Television para o Cartoon Network.
É a segunda série depois da saída do curta baseado no filme Re-Animado, Out of Jimmy's Head. A primeira temporada é composta por treze episódios de uma hora de duração e estreou no Brasil em 3 de abril de 2011 .
É segundo programa do Cartoon Network fora do Adult Swim e Toonami a ter classificação etária dos EUA de "TV-PG-V", e um aviso de orientação dos pais depois de cada intervalo comercial, e no início do programa (o primeiro a ser Star Wars: A Guerra dos Clones); sua classificação no Canadá, para a maioria dos episódios é "G", ou então, "PG".
Em 19 de novembro de 2010 foi anunciado que o Cartoon Network não irá renovar a série para uma segunda temporada.
A Série estreou na TV Aberta no dia 5 de fevereiro de 2013 pelo SBT, substituindo a série Hellcats - Líderes de Torcida no Teleseriados.

## Enredo
Esta série é centrada em Henry Griffin, um adolescente com habilidades excepcionais adquiridos através de anos de viagens mundiais com seus pais antropólogos. Mas Henry enfrenta seu maior desafio de todos, quando ele volta aos Estados Unidos para estudar na Smithson High School, em Washington DC, um lugar estranho para quem nunca saiu de aventuras. Junto com seu primo Jasper e sua amiga Maggie, ele usa as habilidades antigas que ele aprendeu ao redor do mundo para resolver os mistérios pós-moderna do ensino médio.

## Elenco
- Henry Griffin (Kevin G. Schmidt) é um adolescente viajante, que deve se adaptar à vida como aluno regular do ensino médio. Com seu conhecimento de diferentes culturas, ele usa suas habilidades para resolver crimes diferentes e mistérios da história antiga. Ele viveu em todo o mundo com seus pais antropólogos. Ele foi forçado no início do episódio piloto para morar com o primo Jasper e o tio Bryan e ir para a escola, em Washington D.C. As re-localizações de sua família incluem Butão, Libéria, México, Turcomenistão, Japão, Egito e Brasil. Através desses países, ele aprendeu muitas habilidades diferentes que vão desde a leitura de línguas mortas, artes marciais, até mesmo escapar de armadilhas. Ele também é muito hábil em parkour e agora vive na selva urbana. Ele é muito ruim na interação social e muitas vezes não é atento às conversas de Jasper e Maggie. Ele tinha um padrinho, até tarde chamado de Dante Mourneau, cujas palavras de sabedoria ele ainda usa em momentos de incerteza.

- Jameson Asper "Jasper" Bartlett (Jordan Gavaris) é primo de Henry, e mora em Washington D.C. Ao contrário de Henry, ele não gosta de se meter em encrencas e prefere ficar fora das peripécias de Henry, mas sempre se envolve mesmo. Ele é muito bom em seus trabalhos escolares e seu sonho é de ir a Universidade de Yale. É especulado que ele poderia gostar da Maggie como ele conhecia desde que ele tinha dez anos, e mostra evidentes sinais de ciúme quando ele acredita que Henry gosta dela.

- Margaret "Maggie" Winnock (Italia Ricci) é a melhor amiga de Henry e Jasper. Como Jasper, ela é uma aluna muito dedicada. Ela não tem muito senso de humor e quando ela não está na escola, ela trabalha a tempo parcial no Complexo do Museu Nacional da escola. Ela é vegetariana, e muitas vezes ela tenta empurrar para os outros, e tem memória fotográfica, que é usada frequentemente para ajudar a resolver mistérios. É especulado que Maggie pode gostar Henry porque ele sempre protege-a e ela diz a ele primeiro em tudo.

- Bryan Bartlett (Martin Donovan) é tio de Henry e pai de Jasper. Ele é o decano da Smithson High School. Ele sempre é pego de surpresa pelo conhecimento de Henry e formas problemáticas, mas saúda-los se eles são feitos de boa fé para melhor determinadas situações.

## Episódios
| # | Títulos                                                       | Dirigido por   | Escrito por | Estreia               | Cód. de Produção | Espectadores dos E.U.A. (em milhões) |
| --- | ------------------------------------------------------------- | -------------- | ----------- | --------------------- | ---------------- | ------------------------------------ |
| 1 | "Ao Vitorioso os Espólios" "The Victor Belongs to the Spoils" | Mikael Salomon | Mike Werb   | 13/06/2010 05/02/2013 | 100              | 1.390                                |
| Henry chega na América, onde seu padrinho querido, Dante Morneau (Colin Fox), morreu recentemente, durante o trabalho, provavelmente de um ataque cardíaco. Henry investiga suspeitas, logo aprendendo que Dante tinha localizado um submarino faltando da Guerra Civil - o USS Alligator que supostamente contém milhões na folha de pagamento do Exército de ouro. Henry e Jasper devem correr para encontrar o submarino e o tesouro antes que os assassinos os encontrem. Relutante em aceitar o seu novo ambiente, em última análise, Henry descobre que sua nova escola e sua amizade com Jasper e Maggie oferece muita coisa que ele não teve em sua vida anterior. |                                                               |                |             |                       |                  |                                      |

## Ligações Externas
- «Site da série no SBT»
- «Site oficial da série» (em inglês)
- «Site oficial da série»
- «Site no TV.com» (em inglês)